# توره آندره فلو
توره آندره فلو (انگلیسی: Tore André Flo؛ زادهٔ ۱۵ ژوئن ۱۹۷۳) بازیکن فوتبال اهل نروژ است.
از باشگاه‌هایی که در آن بازی کرده‌است می‌توان به باشگاه فوتبال روبور سیه‌نا، باشگاه فوتبال بران، باشگاه فوتبال چلسی، باشگاه فوتبال رنجرز، باشگاه فوتبال میلتون کینز دونز، باشگاه فوتبال ساندرلند، باشگاه فوتبال سوگندال، باشگاه فوتبال ترومسو، باشگاه فوتبال لیدز یونایتد، و باشگاه فوتبال وولرنگا اشاره کرد.
وی همچنین در تیم ملی فوتبال نروژ بازی کرده‌است و عضوی از این تیم در جام جهانی فوتبال ۱۹۹۸ بود.